# Сражение на реке Бивер-Дам-Крик
Сражение на реке Бивер-Дам-Крик (англ. Battle of Beaver Dam Creek), известное также как сражение у Меканиксвилла или при Эллерсонс-Милл, произошло 26 июня 1862 года на территории округа Хановер, штат Вирджиния во время Гражданской войны в США. Оно было одним из сражений Кампании на полуострове, фактически первым сражением Семидневной битвы, первым сражением Роберта Ли в роли командующего Северовирджинской армией и первым сражением Эмброуза Хилла в роли дивизионного командира. Это сражение также считается одной из неудач в карьере генерала Томаса Джексона, который не смог привести свои войска вовремя на поле боя.
По плану генерала Ли дивизии Джексона должны были выйти во фланг федеральной армии и инициировать их отход с позиций на реке Бивер-Дам-Крик, но Джексон прибыл с опозданием, поэтому генерал Хилл атаковал противника с фронта, чтобы сражение не оказалось сорвано окончательно. Атака Хилла была отбита с тяжёлыми потерями, как и последующая атака бригады Росвелла Рипли. Несмотря на тактический провал, сражение стало стратегическим успехом армии Юга: встревоженный появлением дивизий Джексона на своём фланге, федеральный главнокомандующий Джордж Макклеллан отказался от планов наступления на Ричмонд и решил начать отступление на юг, к реке Джеймс.

## Предыстория
После сражения при Севен-Пайнс федеральный главнокомандующий Джордж Макклеллан и его Потомакская армия около месяца простояли в окрестностях Ричмонда. За это время генерал Ли, которого только что назначили командиром Северовирджинской армии, успел реорганизовать армию (например, сформировать «Лёгкую дивизию»), и подготовиться к контрнаступлению. Он также решил усилить свою армию, перебросив под Ричмонд из долины Шенандоа отряд Джексона из четырёх дивизий (Виндера, Юэлла, Уайтинга и Хилла).
Потомакская армия в это время была разделена рекой Чикахомини. Четыре из пяти корпусов стояли полукругом на южной стороне реки. V корпус Портера стоял на северной стороне реки у Механиксвилла. Часть бригад Портера стояла фронтом на юг, на берегу Чикахомини, часть — фронтом на запад на берегу реки Бивер-Дам-Крик. Ли перебросил почти всю свою армию на северную сторону реки. Он оставил только дивизии Хьюджера и Магрудера на южной стороне для прикрытия направления на Ричмонд. В итоге ему удалось сконцентрировать почти 65 000 человек против 30 000 на северной стороне, оставив на южной 25 000 против 60 000. Это был рискованный и сложный замысел, но Ли был уверен, что это единственный способ избежать осады Ричмонда. Ещё 12 — 15 июня кавалерия Стюарта пошла по тылам Потомакской армии (Первый рейд Стюарта вокруг Макклеллана), выявив слабость и уязвимость правого фланга противника. Стюарту удалось довольно точно оценить численность армии противника и её расположение. Макклеллан знал о приближении дивизий Джексона но ничего не сделал для усиления корпуса Портера на северном берегу Чикахомини.

### План генерала Ли

План наступления 26 июня 1862 года (согласно Приказу № 75)

23 июня состоялся военный совет, на котором впервые собрались вместе Роберт Ли, Томас Джексон, Джеймс Лонгстрит, Дэниель Хилл и Эмброуз Хилл. Ли изложил им план предстоящего наступления. Он исходил из того, что Ричмонд не выдержит правильной осады, а предотвратить её можно только наступлением. Фронтальная атака противника неопытными войсками представлялась нежелательной, поэтому он намеревался атаковать противника с фланга — наиболее уязвимым был правый фланг Потомакской армии. В случае успеха, атака правого фланга позволяла повредить коммуникации противника, выйти к его базе у Уайт-Хаус, и заставила бы его или переходить на северную сторону Чикахомини для защиты базы, или же отводить свои войска к новой базе на реку Джеймс.
Согласно плану, Джексон должен оказаться севернее Механиксвилла и наступать оттуда во фланг и тыл корпуса Портера. Дивизия Э. П. Хилла должна перейти Чикахомини и взять под контроль переправы, по которым затем переправятся дивизии Лонгстрита и Д. Х. Хилла. Генералы Магрудер и Хьюджер остаются в обороне (силами 28 000 человек), а дивизия Холмса (7 300 чел.) остаётся в резерве. После некоторых дискуссий относительно темпов наступления Джексона, решено было начать общую атаку утром 26 июня, в 03:00.
По итогам совещания Ли с утра 24 июня составил официальный приказ, известный как General Order Number 75.

У этого плана было три минуса (по мнению Дугласа Фримана): северяне могли внезапно атаковать южнее реки и прорваться к Ричмонду; атаковать с фронта позиции Портера на реке Бивер-Дам-Крик было так же опасно; три дивизии должны были по плану переходить Чикахомини по мосту Мидоу-Бридж, и северяне могли каким-то образом затруднить этот переход. Ли решил избежать проблем следующим образом: дивизии Джексона могли выйти во фланг позиций Портера и заставить его отступить от рубежей на реке Бивер-Дам-Крик; далее, бригаду Брэнча предполагалось отправить навстречу Джексону, а оттуда она бы атаковала Механиксвилл и отбросила пикеты противника от северной стороны моста Мидоу-Бридж. После этого Э. П. Хилл прорвётся на северный берег и очистит дорогу дивизиям Д. Хилла и Лонгстрита.
Историк Бонкемпер видит ещё один минус этого плана. Подобно плану сражения при Чит-Маунтин, этот план был слишком сложен и мог быть сорван из-за любой ошибки. Кроме того, Джексон обещал выйти на позицию 25 июня, но для этого его уставшим частям надо было пройти 40 миль по плохим дорогам. Ли должен был знать положении Джексона и состоянии его частей, и в этом смысле Бонкемпер называет этот пан наступления «авантюрным».
У плана было и ещё одно слабо место: он не вполне понятно определял роль Джексона. В письме Джексону от 11 июня Ли писал, что тот должен перерезать коммуникации Портера и заставить его отступить со своей позиции — но одновременно с фронтальной атакой на позиции Портера. Финальная версия плана не уточняла, должен ли Джексон поддерживать фронтальную атаку. Уже после войны Чарльз Маршалл (адъютант при генерале Ли) писал, что Ли не планировал боёв на реке Бивер-Дам-Крик. Он рассчитывал, что противник отойдёт с позиции без боя. «Генерал Ли сказал мне, что не ждал сражения у Механиксвилла или на реке Бивер-Дам-Крик, — вспоминал Маршалл, — он полагал, что обходной марш Джексона инициирует немедленный отход стоящих там частей, и не предполагал атаковать эту сильную позицию».

## Силы сторон
Ли выделил для атаки 4 дивизии (не считая дивизий Джексона), но в бою были задейтвованы только дивизия Хилла и бригада Росвелла Рипли.
«Лёгкая дивизия», генерал Эмброуз Хилл
- 1-я бригада Чарльз Филд
  - 40-й Вирджинский пехотный полк: полк. Джон Брокенбро
  - 47-й Вирджинский пехотный полк: полк. Роберт Майо
  - 55-й Вирджинский пехотный полк: полк. Фрэнк Мэллори
  - 60-й Вирджинский пехотный полк: полк. Уильям Старк
- 2-я бригада Макси Грегг
  - 1-й Южнокаролинский: полк. Дениель Гамильтон
  - 1-й Южнокаролинский винтовочный: полк. Джон Маршалл
  - 12-й Южнокаролинский пехотный полк: полковник Дэвид Барнс
  - 13-й Южнокаролинский пехотный полк: полковник Оливер Эдвардс (р.)
  - 14-й Южнокаролинский пехотный полк: полк. Самуэль Макгован
- 3-я бригада Джозеф Андерсон
  - 14-й Джорджианский пехотный полк: полк. Роберт Фолсом
  - 35-й Джорджианский пехотный полк: полк. Эдвард Томас
  - 45-й Джорджианский пехотный полк: полк. Томас Хардман
  - 49-й Джорджианский пехотный полк: полк. Эндрю Лэйн
  - 3-й Луизианский батальон, полк. Эдвард Пендлтон
- 4-я бригада, Лоуренс Бранч
  - 7-й Северокаролинский пехотный полк: полк. Ройбен Кэмпбелл
  - 18-й Северокаролинский пехотный полк: полк. Роберт Кован
  - 28-й Северокаролинский пехотный полк: полковник Джеймс Лэйн,
  - 33-й Северокаролинский пехотный полк: подполковник Роберт Хук[англ.]
  - 37-й Северокаролинский пехотный полк: полк. Чарльз Ли
- 5-я бригада Джеймса Арчера
  - 5-й Алабамский батальон: май. Альберт Вандеграаф
  - 19-й Джорджианский пехотный полк: подп. Томас Джонсон
  - 1-й Теннессийский (Временной армии): подп. Джеймс Щеклфорд
  - 7-й Теннессийский пехотный полк: полк. Джон Гуднер
  - 14-й Теннессийский пехотный полк: полк. Уильям Форбс
- 6-я бригада Уильяма Пендера
  - 2-й арканзасский батальон, майор Броно
  - 16-й Северокаролинский пехотный полк: подп. Джон Макэлрой
  - 22-й Северокаролинский пехотный полк: полк. Джеймс Коннер
  - 34-й Северокаролинский пехотный полк: полк. Ричард Риддик
  - 38-й Северокаролинский пехотный полк: полк. Уильям Хук
- Артиллерия подполковника Линдси Уокера: 7 батарей
- Бригада Росвелла Рипли из дивизии Дениеля Хилла:
  - 44-й Джорджианский полк: полк. Роберт Смит
  - 48-й Джорджианский пехотный полк: полк. Уильям Гибсон
  - 1-й Северокаролинский пехотный полк: полк. Манфорд Стокс
  - 3-й Северокаролинский пехотный полк: полк. Гастон Мирс

У Макклеллана стояла в обороне дивизия Джорджа Маккола. В бою непосредственно участвовали бригады Рейнольдса и Сеймура, при незначительной поддержке бригады Мида.
Дивизия Джорджа Маккола:
- 1-я бригада Джона Рейнольдса
  - 1-й Пенсильванский резервный пехотный полк: полк. Ричард Робертс
  - 2-й Пенсильванский резервный пехотный полк: подп. Уильям Маккендлс
  - 5-й Пенсильванский резервный пехотный полк: полк. Сенека Саймонс
  - 8-й Пенсильванский резервный пехотный полк: полк. Джордж Хайс
  - 13-й Пенсильванский резервный пехотный полк (6 рот): май. Рой Стоун
- 2-я бригада Джорджа Мида
  - 3-й Пенсильванский резервный пехотный полк: полк. Горацио Сайкл
  - 4-й Пенсильванский резервный пехотный полк: подп. Альберт Маджилтон
  - 7-й Пенсильванский резервный пехотный полк: полк. Элиша Харви
  - 11-й Пенсильванский резервный пехотный полк: полк. Томас Галлахер
- 3-я бригада Трумана Сеймура
  - 6-й Пенсильванский резервный пехотный полк: ?
  - 9-й Пенсильванский резервный пехотный полк: подп. Конрад Джексон
  - 10-й Пенсильванский резервный пехотный полк: полк. Джеймс Кирк
  - 12-й Пенсильванский резервный пехотный полк: полк. Джон таггарт

## Сражение

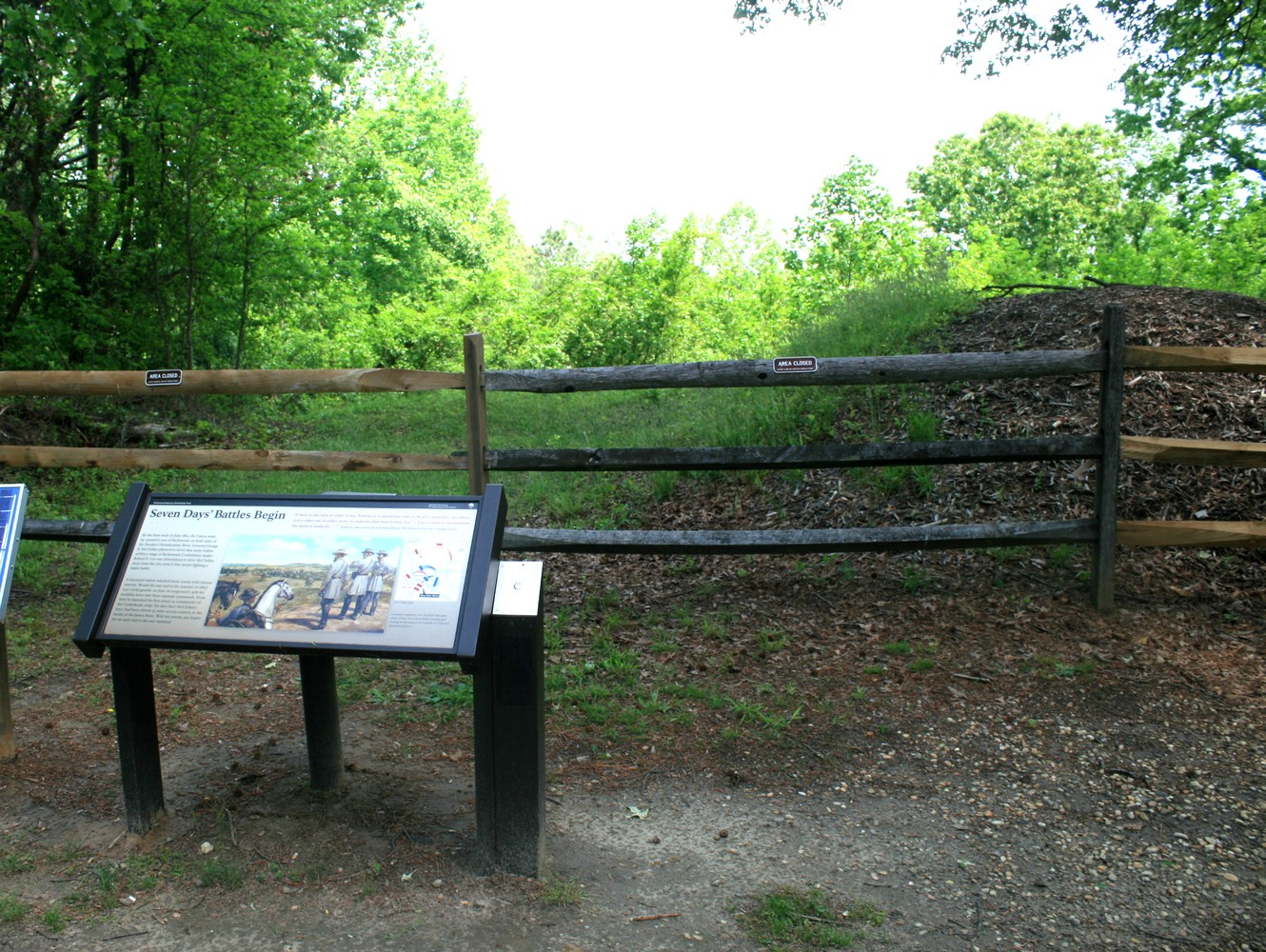
Редут, с которого Ли и президент Дэвис наблюдали за ходом сражения. (2017)

Ли рассчитывал, что Джексон выступит из лагеря ночью 26 июня, в 02:00. С утра дивизия Хилла (без бригады Брэнча) уже стояла у Мидоу-Бридж, а дивизия Дэниеля Хилла — у Механиксвилл-Бридж. Дивизия Лонгстрита стояла за дивизией Д. Хилла. Дивизии Д. Хила и Лонгстрита вышли на позицию в 08:00, генерал Ли прибыл на высоты на южном берегу Чикахомини вскоре после этого, а ещё немного позже к нему присоединился президент Джеферсон Дэвис со своим штабом.
Северокаролинская бригада Брэнча стояла в лесах около Халф-Синк, ожидая Джексона, чтобы сообщить о его появлении Э. П. Хиллу. В 09:00 Джексон прислал Брэнчу сообщение: он писал, что его авангард перешел Вирджинскую Центральную Железную Дорогу — это означало, что он на 6 часов отстает от графика, согласованного Приказом № 75. Брэнч должен был бы передать эту новость Хиллу (и тем предотвратить его самоубийственную атаку несколькими часами позже), но у Брэнча, выпускника Принстона и конгрессмена, не было военного образования и боевого опыта. Не предупредив Хилла, он просто перешёл Чикахомини вскоре после 10:00.

### Марш Джексона

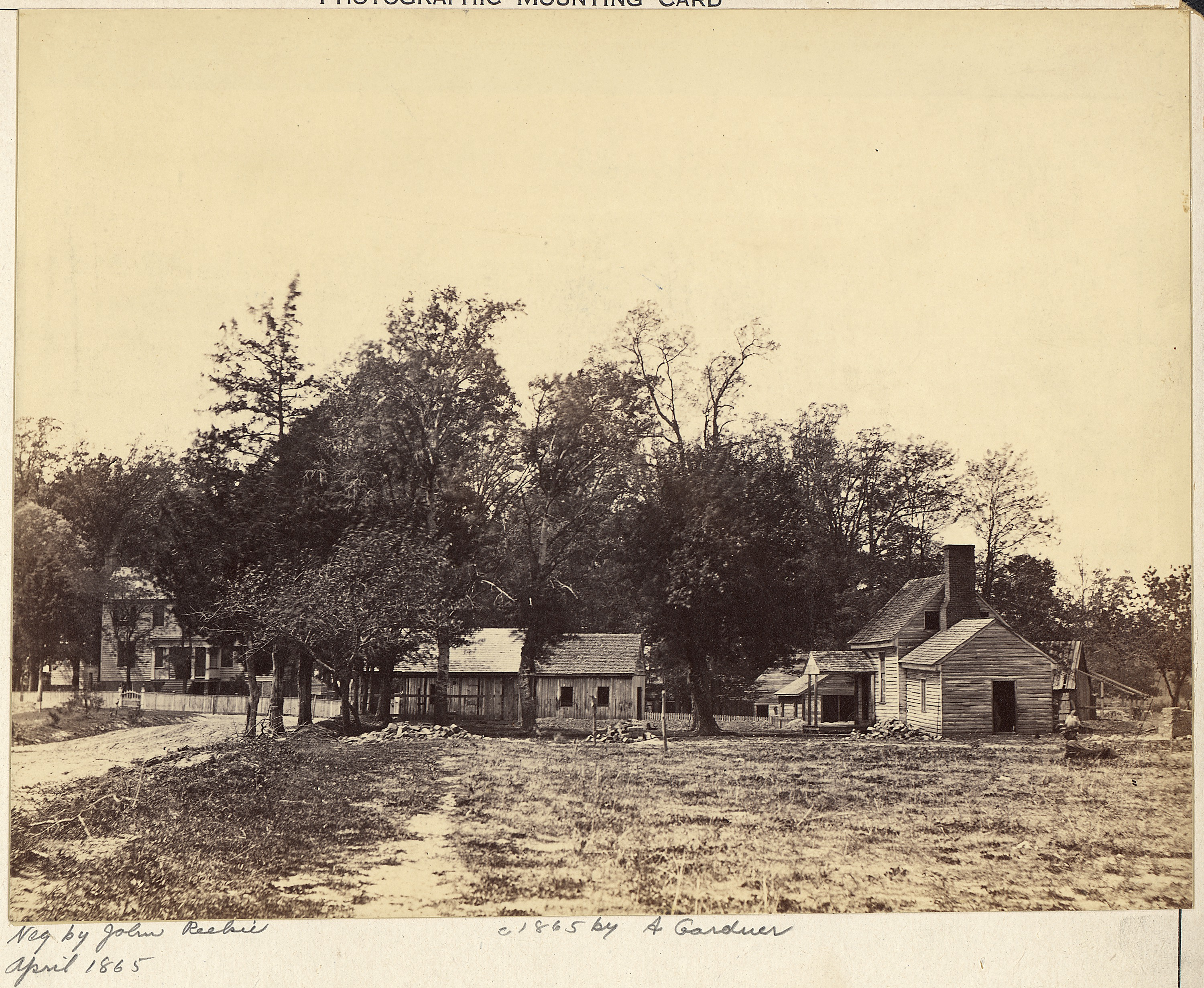
Механиксвилл. (фото 1865 года)

Между тем Джексон не смог начать марш в 02:00, как было запланировано. Дивизия Уайтинга была на ногах уже в 01:15, но ей было приказано не выступать, пока не будет приготовлена еда. В итоге марш начался только около 06:00. Перейдя железную дорогу, Джексон отправил дивизию Юэлла по отдельной (Механиксвиллской) дороге, а остальные три повёл на восток к Тальфферро-Милл, затем на юг к Хэндли-Конер, к Пол-Грин-Чёч — позиции, на которой он оказался бы на фланге армии противника. По дороге его колонна миновала ферму, на которой родился сенатор Генри Клей, и Джексон обратил внимание своих офицеров на это место.
Вскоре колонна Джексона столкнулась с завалами на дорогах, а затем и с препятствием у моста через реку Тотопотоми: рота 8-го Иллинойсского кавалерийского полка частично разобрала мост и завалила дорогу деревьями. Техасцы из бригады Джона Худа перешли реку и отогнали кавалерию, а батарея Джеймса Рейли сделала несколько выстрелов по противнику. Мост вскоре был восстановлен рядовыми дивизии Уайтинга. В то же время дивизия Юэлла двигалась по направлению к Механиксвиллу, преодолевая слабое сопротивление федеральной кавалерии. В 15:00 они встретились с бригадой Брэнча. Брэнч шёл к Механиксвиллу по параллельной дороге и пересек железную Дорогу у Этли-Стейшен, где столкнулся с частью 8-го Иллинойсского пехотного полка. 7-й Северокаролинский пехотный полк атаковал противника и захватил знамя полка.

### Реакция Макклеллана
Макклеллан уже знал от перебежчиков о приближении Джексона, и приказал Портеру отправить небольшие отряды на север для сбора информации, разрушения моста через Тотопотоми и создания завалов на тех дорогах, которым Джексон мог бы воспользоваться. Он не стал менять планы наступления 25 июня (Сражение при Оак-Гроув). Однако, в тот же день он стал получать известия о том, что противник наращивает силы (это были в основном мистификации генерала Магрудера). 25 июня Алан Пинкертон оценить численность армии Ли в 180 000 человек. Эти цифры шокировали Макклеллана и заставили его отказаться от наступательных планов. Он стал думать о том, как бы избежать разгрома и начал готовиться к отступлению. Одновременно Макклеллан предпринял некоторые меры по усилению корпуса Портера. Дивизиям, стоящим на южном берегу Чикахомини было приказано подготовить к переброске на северный берег столько частей, сколько они смогут. Дивизии Слокама было приказано, не дожидаясь приказов, идти на усиление Портера, как только он услышит стрельбу в том направлении.
В полдень 26 июня стало известно о том, что противник перешел Чикахомини западнее Мидоу-Бридж: в 12:00 федеральные пикеты были атакованы и начали отход. Макклеллан приказал бригаде Джорджа Мида встать в резерве основной линии, а затем бригадам Мартиндейла и Гриффина из дивизии Морелла было приказано выдвинуться и встать правее дивизии Маккола, у Шейди-Гроув-Чёч, чтобы прикрыть правый фланг.

### Наступление дивизии Хилла

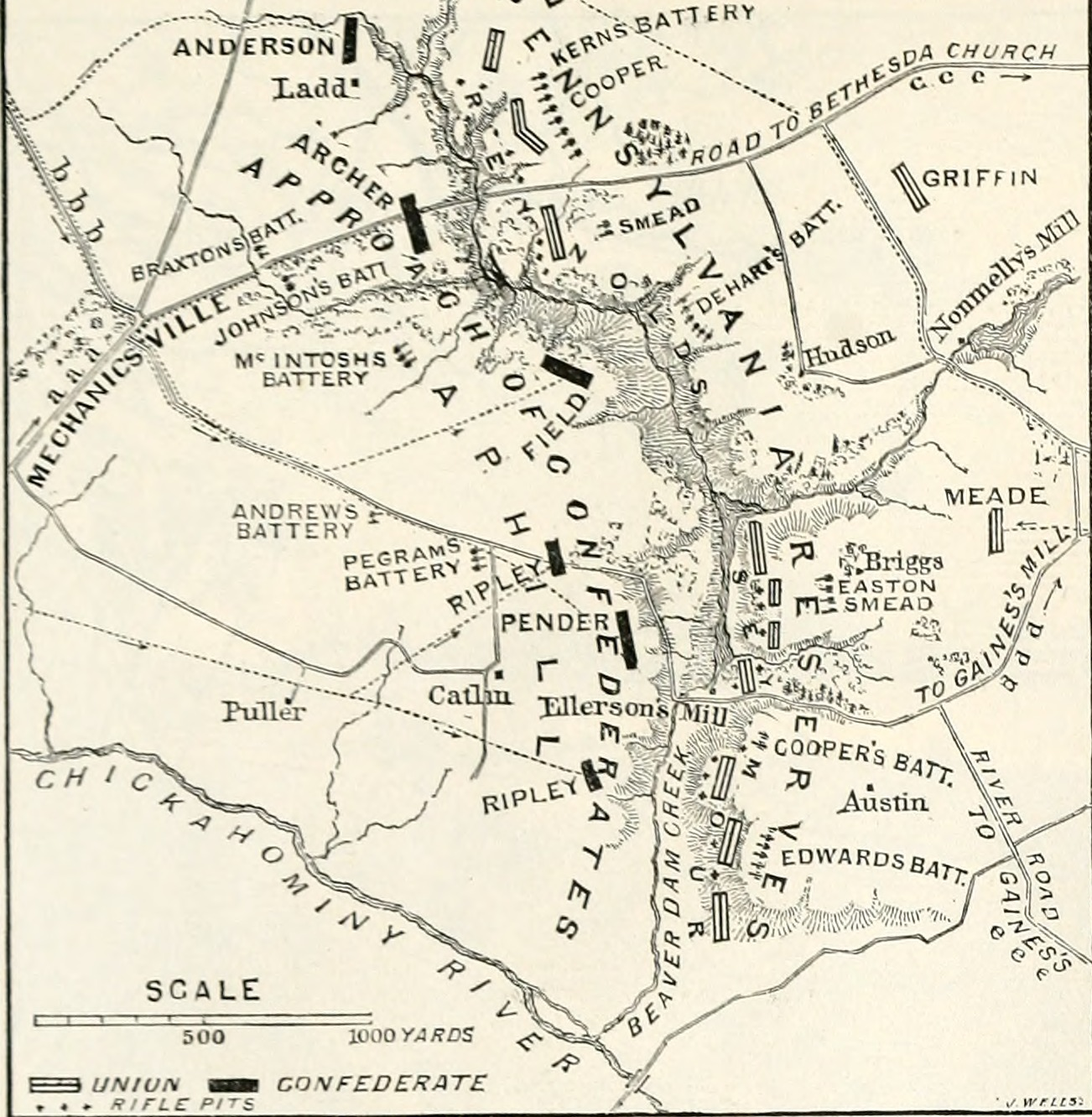
План сражения на реке Бивер-Дам-Крик (карта 1886 года)

Дивизия Эмброуза Хилла стояла у моста Мидоу-Бридж и ждала, пока бригада Брэнча отбросит пикеты с северного берега — а Брэнч ждал Джексона. К 15:00 Хилл так и не получил никаких вестей от Брэнча и Джексона, и решил самостоятельно перейти реку, опасаясь, что в противном случае наступление будет вообще сорвано. Вероятно, Ли одобрил бы его решение, но Хилл, что совершенно непростительно, не запросил его санкции. Он так же не попытался наладить связь с Брэнчем и Джексоном. До сих пр неизвестно, по какой причине он не отправил ни одного курьера Брэнчу, Джексону или главнокомандующему (который находился от него в двух милях).
Уже после войны майор Брент из штаба генерала Магрудера вспоминал, что в тот день его послали узнать, что же происходит на левом флаге армии. Брент встретил Ли на Механиксвиллской дороге в 15:00, и Ли сказал ему: «Вы наверное, пришли узнать причину задержки, генерал Магрудер наверняка беспокоится. Мы ждали генерала Джексона, от которого нет вестей, но я не могу ждать дольше, и только что послал приказ Хиллу перейти Мидоу-Бридж». Это свидетельство подтверждается письмом одного из адъютантов Лонгстрита, написанным через несколько недель после сражения. Если верить этим двум документам, то это значит, что Ли и Хилл одновременно пришли к одному и тому же решению. Этот так же объясняет, почему Ли не осудил Хилла за самовольное начало наступления. Это так же означает, что Ли влиял на события чуть больше, чем принято думать — даже если Хилл не успел получить его приказ вовремя. Очень вероятно, что Ли узнал от майора Ричардсона (командира артиллерийского батальона, чьи орудия стояли сразу к югу от реки на механиксвиллской дороге), что северяне покидают траншеи на другой стороне реки.

Около 12:00 я послал донесение генералу о том, что, как я думаю, противник покидает укрепления на моём фронте, а около 15:00 а послал другое донесение, о том, что я совершенно уверен, что укрепления совершенно пусты, но не получил никаких приказов, пока вскоре после не прибыли генералы Ли, Хилл и Лонгстрит, и они наблюдали за перемещениями противника примерно до 17:00, когда генерал Хилл отправил свою дивизию за реку.
Оригинальный текст (англ.)– About 12 m. I sent a message to the general that I thought the enemy were vacating the works in front of me, and about 3 p.m. I sent another message that I was quite sure the works was entirely deserted, but received no orders, though Generals Lee, Hill, and Longstreet came up shortly afterward and watched the movements of the enemy until near 5 o'clock, when General Hill moved the division across the river. 
— Report of Major Charles Richardson
В тот момент (15:00) бригада Брэнча была в 3 милях от Механиксвилла, а дивизии Джексона ещё дальше, но никто в штабе Ли не знал этого, потому что Брэнч не потратил пары минут своего времени, чтобы отправить курьера. В итоге Хилл начал наступление, ничего не зная о том, что происходит за Чикахомини. Переправа была нетрудной: её прикрывали всего 3 роты 13-го Пенсильванского резервного пехотного полка.

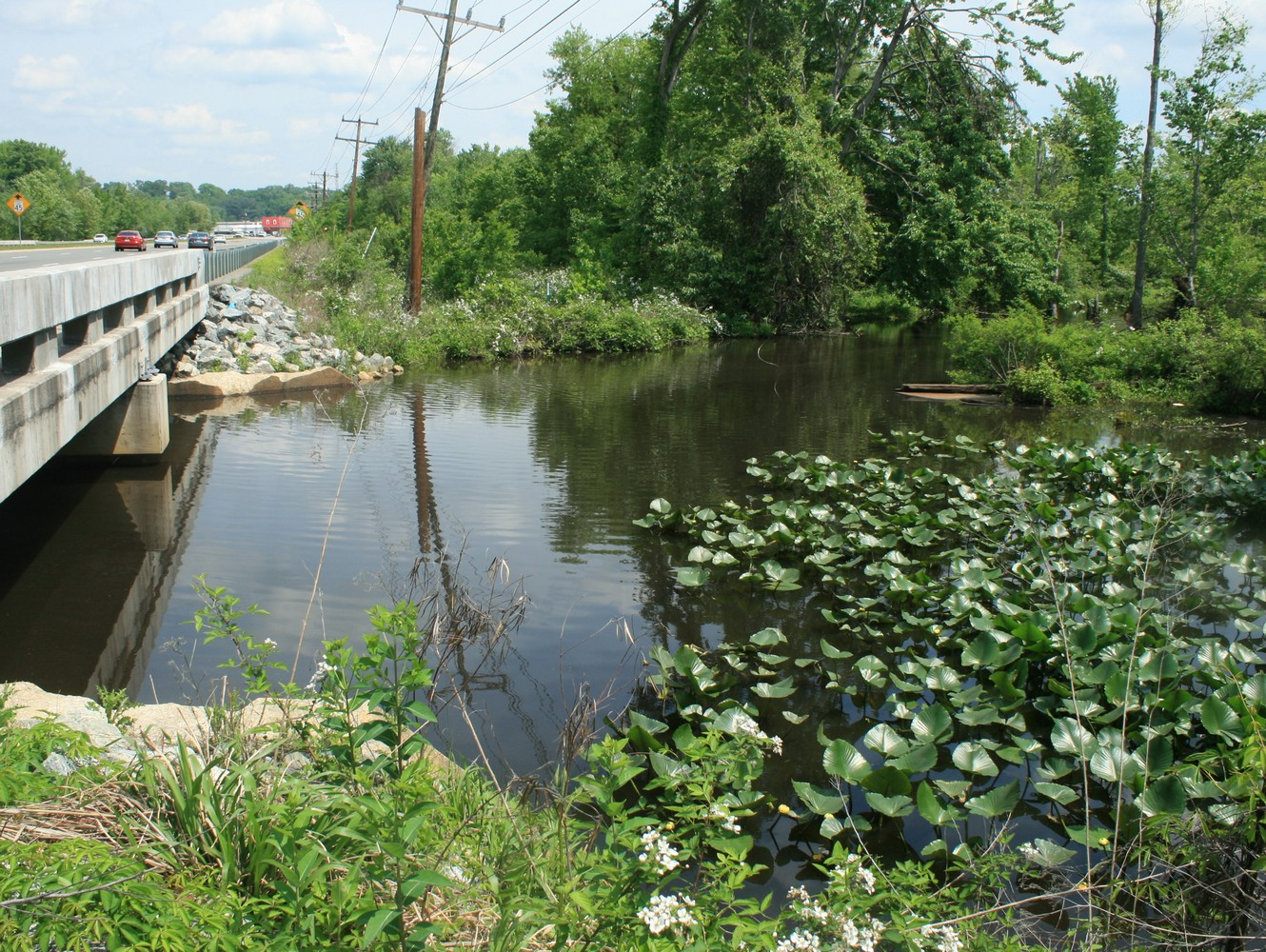
Механиксвиллский мост и река Чикахомини в наше время (2017)

Фактически у Механиксвилла стояла только бригада Джона Рейнольдса: 13-й резервный у моста, 5-й Пенсильванский резервный у Механиксвиллского моста и 4 роты 1-го Пенсильванского резервного полка в самом Механиксвилле. Остальные роты 13-го резервного были переданы в поддержку кавалерийских пикетов. Как только раздались первые залпы артиллерии южан, пенсильванцы сразу стали отходить за рек Бивер-Дам-Кик. Это позволило бригаде Росвелла Рипли перейти Механиксвиллский мост почти без помех — хотя северяне успели разрушить мост перед отступлением. Только одна рота пенсильванцев держалась у Мидоу-Бридж некоторое время: это была рота капитана Эдварда Ирвина из 13-го резервного, одна из тех, что поддерживала кавалерию. Ирвин так и не получил приказа от отходе от майора Роя Стоуна (командира полка), и его рота была окружёна и загнана в болота, где она через 4 дня сдалась.
Наблюдая за отходом своих войск и концентрацией войск противника, Портер приказал бригаде Чарльза Гриффина и снайперскому полку Бердана (из дивизии Морелла) выдвинуться к передовой линии для усиления бригад Рейнольдса и Сеймура. В это время вирджинская бригада Чарльза Филда уже шла через Механиксвилл, и 14 федеральных орудий открыли по ней огонь. Это была «самая убийственная канонада, что я знал», вспоминал потом Филд. У Хилла под рукой не оказалось нужного количества орудий. Батарея Уильяма Пеграма открыла огонь, но была вынуждена свернуться и отступить. Пеграм снова вывел её на позицию, но попал под огонь трёх батарей одновременно и потерял 4 из своих 6-ти орудий. Сам Пеграм оставался в седле при орудиях с таким хладнокровием, «как будто отдыхал на веранде на Фанклин-Стрит». Вирджинская батарея Греншоу (приданая бригаде Грегга) вообще не смогла открыть огонь под плотным обстрелом.
Ли наблюдал за положением, в котором оказалась дивизия Хилла. По показаниям лейтенанта Томаса Сиднера, Ли отправил Хиллу приказ не продолжать наступления, и Хилл этот приказ получил — но достоверность утверждения Сиднера не вполне доказана. В любом случае, бригады Хилла не могли оставаться на открытой местности под огнём и решили сблизиться с противником, чтобы избежать артиллерийского огня.
Бригадный генерал Джозеф Андерсон решил атаковать федералов во фланг. Его 35-й Джорджианский полк перешел реку и отбросил 1-й Пенсильванский резервный полк. За ним шёл 14-й Джорджианский полк и 3-й Луизианский батальон. Но южане сразу попали под удар 22-го Массачусетского и 13-го Нью-Йоркского полков справа и 2-го и 3-го Пенсильванских резервных полков слева, и под их ударом, а также под огнём 4-х орудий батареи G 1-го Пенсильванского легкоартиллерийского полка, стали отходить. Батарея Макинтоша пыталась помочь Андерсону, но и ей приходилось останавливать огонь из-за перегрева орудий. Батарея Картера Брэкстона присоединилась к Макинтошу, но не смогла переломить ситуацию.

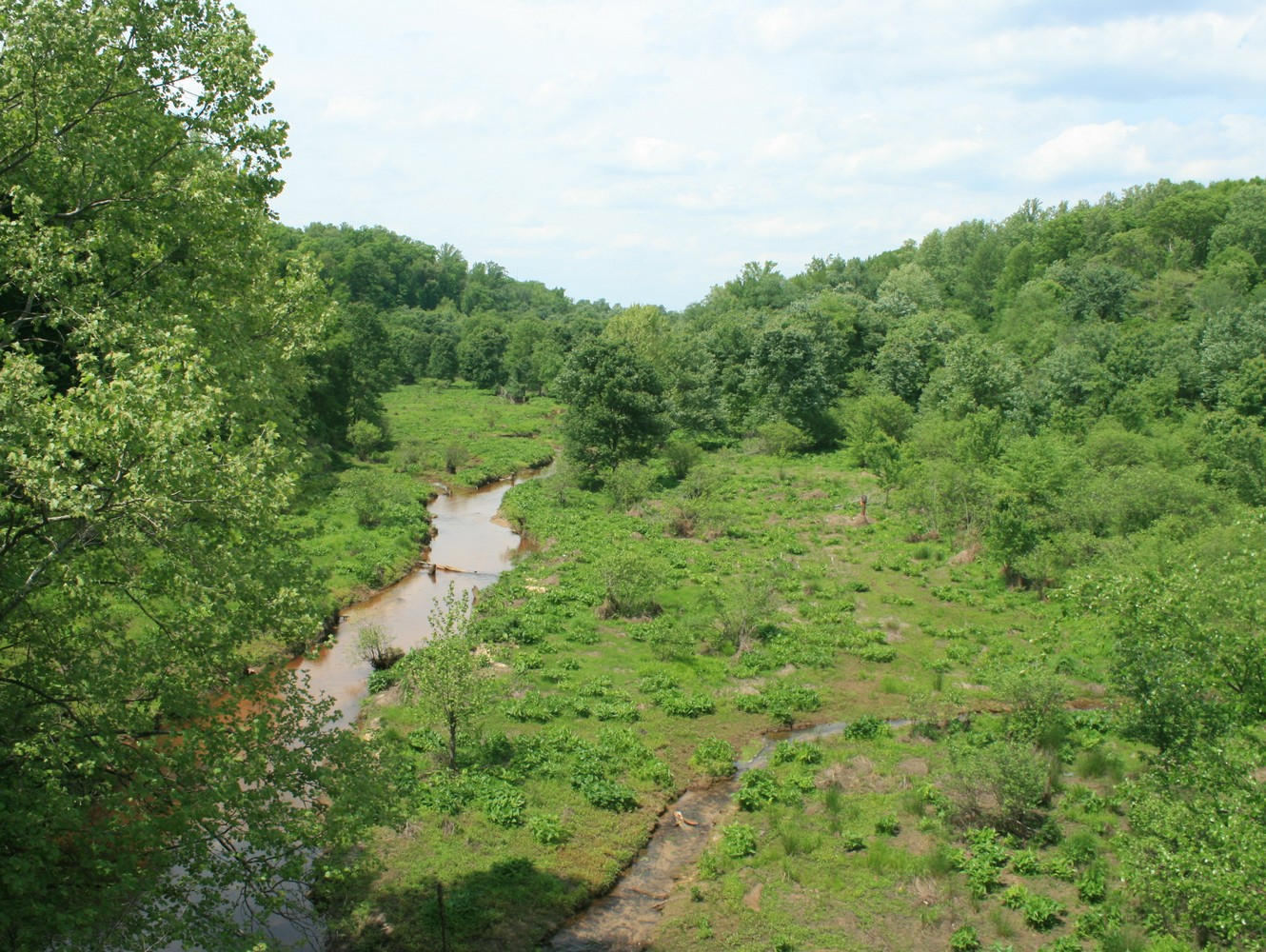
Бивер-Дам-Крик, участок наступления бригады Филда (2015)

В отличие от Андерсона, генералы Филд и Арчер сразу поняли, что не смогут перейти Бивер-Дам-Крик. Этим двум бригадам противостояли 13-й, 5-й и части 1-го и 10-го Пенсильванских полков. К этим полкам вскоре присоединились 4-й Мичиганский и 14-й Нью-Йоркский полки бригады Гриффина и несколько секций артиллерии. На пути бригады Арчера находились завалы из деревьев и запруженная река, а артиллерия, подпустив противника на 40 метров, дала по ним залп тройной картечью. Столкнувшись с такими препятствиями, Арчер не стал отдавать приказ о штурме.
Некоторого результата добилась только бригада Дурси Пендера: его 16-й Северокаролинский и 22-й Северокаролинский полки потерялись, смешавшись с бригадой Филда, но 34-й и 38-й Северокарлинские продолжали наступать южнее дороги Мехниксвилл — Колд-Харбор. Заметив впереди две батареи противника, Пендер велел полкам обойти их справа и захватить. 34-й Северокаролинский вскоре был остановлен, но 38-й Северокаролинский бросился в атаку и умел подойти к орудиям на 150 метров. Здесь он попал под огонь 12-го Пенсильванского полка бригады Сеймура и 7-го Пенсильванского полка бригады Мида. Полковник Хук в итоге приказал отступать, и сам был вскоре ранен.
После 16:00 или около 17:00 Ли покинул батарею Ричардсона и отправился в Механиксвилл. Там он с удивлением обнаружил, что президент Дэвис так же прибыл в село вместе с военным секретарём Джорджем Рэндалфом и штабными офицерами. Бросив недовольный взгляд на спутников президента, Ли спросил: «Что это за армия и что они тут делают?». Дэвис сказал: «Это не моя армия, генерал». Тогда Ли произнёс: «Это разумеется и не моя армия, мистер президент, и ей тут не место». Тогда Дэвис сказал: «Хорошо, генерал, если я уйду, то и они, вероятно, тоже последуют за мной». И повернул к мосту — но остановился, как только пропал из поля зрения Ли, и остался на этой позиции до конца сражения.
Между тем Ли обнаружил, что наступление Хилла вызвано вовсе не выходом Джексона на позицию. Он не знал, где находится Джексон, но упорное сопротивление северян говорило о том, что во фланг им он ещё не вышел. Уже три бригады Хилла вели бой на той позиции, где Ли сражаться не хотел. Но теперь надо было сбить противника с этой позиции, иначе Потомакская армия начнёт наступление на южной стороне реки восемью дивизиями против четырёх. Теперь, по словам Ли, «надо было что-то делать».
Первым делом он отправил сообщение генералу Хьюджеру: «Ночью держите траншеи даже штыками, если потребуется». Точное время написания этого приказа неизвестно, но Хьюджер получил его в 20:30. Теперь надо было чем-то атаковать федералов на реке Бивер-Дам-Крик, но дивизии Лонгстрита и Д. Хилла ещё переходил Чикахомини, бригада Грегга только что прибыла в Механиксвилл, а бригада Брэнча только подходила к Механиксвиллу.
Фронтальная атака была немыслима, поэтому решено было обойти позиции федералов с фланга. Начинать обход правого фланга (что было ранее поручено Джексону) было уже поздно. Оставалось только атаковать левый флаг Портера — позицию бригады Трумана Сеймура. Прорыв 38-го Северокаролинского давал надежду на успех атаки более крупными силами. Это был рискованный замысел, но иного выхода не было.

### Атака Пендера и Рипли

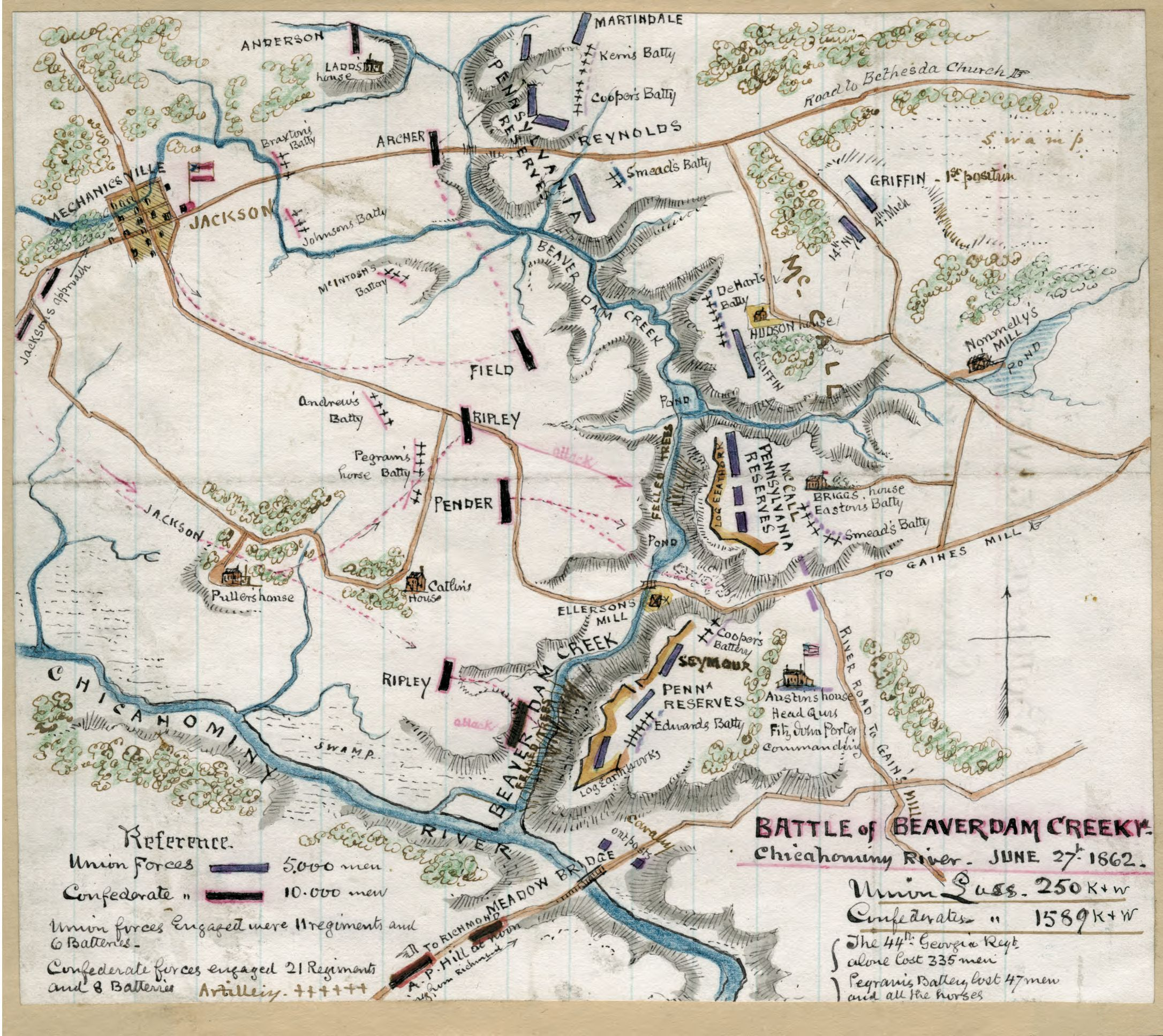
Карта сражения на реке Бивер-Дам-Крик 1862 года (с ошибками)

Подходящим подразделением для атаки была бригада Росвелла Рипли из дивизии Д. Хилла. Ей было приказано переместиться на правый фланг и готовиться к атаке фланга противника. В это же время генерал Хилл встретил Пендера: тот сказал, что его бригада сильно пострадала в бою, но сможет атаковать, если Рипли поддержит атаку. Хилл согласился и передал генералу Рипли соответствующие указания. Впоследствии сын Хилла утверждал, что Хилл послал Рипли в бой только после второго приказа Ли, утвержденного президентом. Майор Эвери из штаба Хилла утверждал, что Хилл не планировал и не руководил этой атакой. Видимо, приказ пришел от Ли и Дэвиса, а Хилл участвовал в обсуждении. Он не совещался с Ли, что обязательно бы сделал, если бы полагал, что атака обречена на неудачу. «Эта атака показывает уровень хаоса, а также неопытность всех, кто в ней участвовал», писал по этому поводу историк Брайан Бёртон.
Ли замышлял обходной манёвр, но Пендер и Рипли решили, что некоторые подразделения атакуют противника с фронта. «Более безнадёжной атаки ещё не бывало», писал об этом наступлении Портер Александер. Первым шёл 44-й Джорджианский полк, за которым следовал 1-й Северокаролинский. Джорджианский полк подошёл к реке и вёл перестрелку с федералами, пока не израсходовал боеприпасы. Полк потерял 335 человек из 514-ти, в том числе полковника, подполковника, двух капитанов и 10 лейтенантов (Самые высокие полковые потери того дня). 1-й Северокаролинский полк на такой же позиции потерял полковника, подполковника, майора, шесть капитанов и лейтенантов, всего 133 человека убитыми и ранеными. Больше повезло 3-му Северокаролинскому и 48-му Джорджианскому полкам: они наступали около мельницы Эллерсонс-Милл, нашли себе небольшое укрытие, и по этой причине их потери были не так высоки.
Участок наступления обороняли 7-й Пенсильванский и 12-й Пенсильванский полки. Они потеряли всего около 40 человек убитыми и ранеными. На закате подошли две батареи 3-го артиллерийского полка (L и M), но их услуги не потребовались.

### Положение Джексона вечером 26 июня
Четыре дивизии Джексона так и не были введены в бой. Перейдя Тотопотоми-Крик, Джексон направился к Хэндли-Конер. Дивизия Юэлла должна была прийти к Шейди-Гроув-Чеч незадолго до 17:00. Исаак Тримбл, командир одной из его бригад, слышал залпы орудий примерно в 16:00, а участники вспоминали, что рядовые обрадовались, услышав звуки боя и устремились вперед с решительностью ветеранов. Но у Юэлла не было приказа на вступление в бой, поэтому он повернул от Шейди-Гроув на восток, чтобы присоединиться к Джексону. Он не додумался отправить курьера для выяснения, что же происходит в южном направлении.
Авангарды Джексона пришли к Хэндли-Конер около 17:00, и вскоре подошла дивизия Юэлла. Здесь так же были слышны звуки боя, и Джексон задумался, стоит ли ему направить утомлённые маршем войска на звук выстрелов. Но он не знал, что это за канонада и где находятся эти орудия. Дорога на юг могла вывести его в тыл противника, а могла вывести прямо на укрепленную позицию. Возможно, его наступление уже заставило северян отойти с позиции. Свидетели описывают состояние Джексона в от момент как «взволнованное и недоумевающее». Приказ требовал от него выйти на фланг армии, и двигаться на Колд-Харбор. Ничто в приказе не говорило о том, что он должен атаковать противника на реке Бивер-Дам-Крик. Ли не хотел, чтобы Джексон ввязывался в бой на реке Бивер-Дам-Крик — он вообще не хотел сражения в этом месте. Он посоветовался с Юэллом (который ранее общался с Брэнчем), но не узнал ничего нового. На момент встречи с Юэллом Брэнч ещё не знал, что же происходит на реке Бивер-Дам-Крик.
Тримбл потом писал, что нужно было сразу же идти на юг и поддержать Хилла, но, по всей видимости, уже было поздно что-то делать. Пройдя оставшиеся две мили они вышли бы к реке Бивер-Дам-Крик к 18:00, при том, что последние колонны подошли бы уже затемно. Портер мог бы продержаться до темноты, а затем скрытно уйти с позиции. Кроме того, была вероятность, что Джексон слышит орудия, прикрывающие переправу через Чикахомини. В итоге он решил остаться на фланге противника, а не ввязываться в бой.

## Последствия

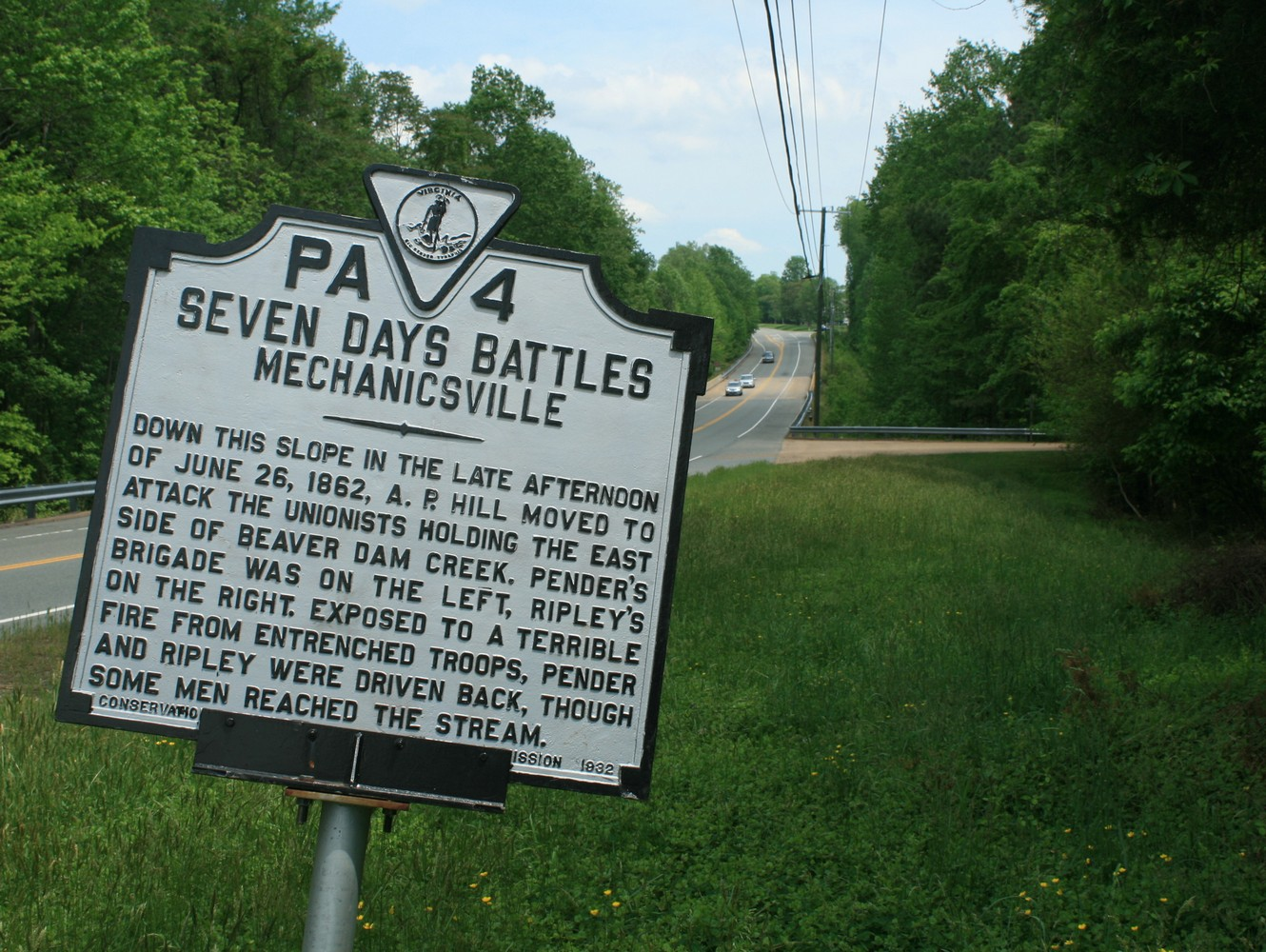
Исторический маркер у моста через реку Бивер-Дам-Крик (2017)

С наступлением темноты остатки бригад Рипли и Пендера были отозваны с передовой позиции. К 09:00 ружейный огонь утих. Артиллерийска перестрелка продолжалась ещё час, а местами и дольше. Полк бригады Андерсона, которому удалось перейти реку у Олд-Чёч-Роуд, был отозван на правый берег. На этом закончилось первое сражение в карьере Роберта Ли. Оно прошло там, где он его не планировал, и не дало южанам никаких результатов. Имея 56 000 человек на северном берегу Чикахомини, Ли смог ввести в бой только 14 000, и потерял почти 10 % из них. Всё, чего он добился — это отступления федеральных пикетов от Механиксвилла. А это был результат долгих дней подготовки и тщательного планирования.
Более того, эффект неожиданности был утрачен и теперь Макклеллану были ясны его планы. Теперь Макклеллан мог усилить свой правый фланг или же атаковать Ричмонд левым флангом. Теперь оставалось надеяться только на то, что Джексон выйдет в тыл противника ночью, и первоначальный план всё же удастся осуществить. До 23:00 Ли работал над подготовкой утреннего наступления, и только потом отправился обратно за Чикахомини.
Джордж Макклеллан все время сражения находился в штабе Портера. В 09:00 он отправил телеграмму Стентону: «Огонь почти прекратился… Победа сегодня полная, несмотря что все обстоятельства были против нас. Я уже начинаю думать, что мы непобедимы». Победа действительно была полной, но Макклеллан был неправ насчёт обстоятельств: численное превосходство в этом случае было на его стороне.
Вместе с тем, стало очевидно, что Джексон уже совсем близко. Надо было что-то делать, чтобы корпус Портера не попал в окружение, и чтобы Макклеллан не оказался отрезан от своей базы. Уже после полудня 26 июня Макклеллан размышлял, как отвести армию, и уже не планировал наступления. Портер лучше Макклеллана понимал ситуацию, он понимал, что Ли рискует всем, атакуя севернее реки, поэтому предлагал Макклеллану атаковать с южной стороны. Макклеллан не последовал его совету. Генералы Смит и Франклин предлагали отвести V корпус на южный берег и разрушить мосты. Корпус смог бы удерживать рубеж реки, а остальная армия атаковала бы Ричмонд. Но Макклеллан был уверен, что ему противостоят 180 000 человек и что пока часть этой армии будет оборонять Ричмонд, другая часть атакует его коммуникации. «В реальности атака была бы, вероятно, правильным решением, — писал Брайан Бёртон, — но во вселенной Макклеллана этот вариант не имело смысла рассматривать».
В итоге Макклеллан решил сменить базу, вернее, покинуть одну базу (на реке Йорк) и создать другую (на реке Джеймс). Фицджону Портеру было приказано держать оборону на реке Бивер-Дам-Крик или же отступить на другой рубеж, а под его прикрытием госпиталь, тяжёлые орудия и обозы должны были отступать на юг. «Теперь, Фиц, ты понимаешь моё видение ситуации, — сказал Макклеллан в конце совещания в штабе, — и крайнюю необходимость держать позицию, пока за рекой не будет всё готово. Какую бы позицию ты не занял — держи её».
В итоге, несмотря на тактическую неудачу, генерал Ли сумел добиться важного стратегического преимущества: он захватил инициативу и, что более важно, заставил своего противника осознать этот факт. Тем самым он сделал первый шаг к тому, чтобы выиграть кампанию.
Ли узнал об отходе Макклеллана с рубежа реки Бивер-Дам-Крик, но он решил, что Макклеллан всего-навсего перегруппировывается, чтобы обезопасить свою базу в Уайт-Хауз. Поэтому он решил продолжать давить на противника и велел Эмброузу Хиллу перейти Бивер-Дам-Крик, предполагая, что федералы займут позицию на реке Поуайт-Крик. Это наступление утром 27 июня приведёт к сражению при Гэинс-Милл.

### Потери
В сражении на реке Бивер-Дам-Крик южане потеряли 1 400 человек из 10 000 задействованных(1 484 из 16 356 задействованных по данным Вирджинской энциклопедии), а федеральная армия — 361 человека из 14 000 формально задействованных: 49 убитыми, 207 ранеными и 105 пропавшими без вести. Дивизия Маккола потеряла 298 из 8 000 человек, и 75 из этих 298 пришлось на 13-й Пенсильванский резервный полк.

### Вопрос ответственности
Опоздание и бездействие Джексона считается одной из причин неудачи наступления Северовирджинской армии на реке Бивер-Дам-Крик. Портер Александер вспоминал, что Ли был сильно «разочарован» (disappointed) тем, что Джексон не включился в сражение. Сам Ли после войны описывал своё отношение к произошедшему тем же самым словом — «разочарование».
Однако, по мнению историка Брайана Бёртона, Джексон строго следовал полученным приказам. Во всяком случае он делал то что, как ему казалось, от него требовалось. Приказ фактически требовал от него прийти к Хэндли-Конер, и не требовал поддерживать атаку Хилла. Ему надо было всего лишь появиться у Пол-Грин-Чёч и тем самым создать угрозу флангу противника. Он виноват только в том, что не попытался наладить связь с остальной армией.
Кевин Дугерти пишет, что у сражения на реке Бивер-Дам-Крик было много общего со сражением при Севен-Пайнс: тогда Лонгстрит не понял планов Ли, а теперь их не понял Джексон. Дугерти приводи мнение историка Мартина Шенка, который писал, что Джексон вполне мог понять приказы так, что он должен выйти к Колд-Харбру и ждать приказов от Ли. В данном случае именно Ли должен был уточнить, правильно ли поняты его приказы.
Дуглас Фриман полагал, что виноват был высший командный состав Северовирджинской армии: «Сражение было проиграно верховным командованием. Никто не может этого отрицать. За двумя исключениями ни один пункт плана не был выполнен вовремя и строго по плану». Проблема выполняемости плана и синхронизации действий будет преследовать Ли во все дни Семидневной битвы.
Эдвард Бонкемпер приводит мнение Джейма Робертсона, который считает причиной неудачи 26 июня (и 27 июня) отсутствие внятной командной структуры. Ли командовал армией, но армия сражалась как группа самостоятельных дивизий, без всякой связи друг с другом. Робертсон считает неверным следовать Фриману и винить во всём дивизионных командиров. За действие армии отвечает генерал, как капитан отвечает за состояние корабля. Отсутствие нормального штаба привело к тому, что Ли оказался практически без связи со своими дивизиями, которые в итоге не понимали, чего от них хотят.
Стивен Сирс писал, что план сражения был слишком сложен и для Ли и для его подчинённых, и даже для Джексона, который имел некоторый опыт управления войсками в долине Шенандоа, но на полуострове по какой-то причине (видимо, из-за утомления и плохого здоровья), был не похож сам на себя.
Брайан Бёртон так же полагает, что Ли действовал неэффективно в тот день. В своё время, в Мексике, он служил в штабе Уинфилда Скотта, но армия Скотта была гораздо меньше размером и, поэтому обретённый в Мексике опыт было сложно применить в 1862 году. Не могло помочь и его военное образование. Генералу Ли был необходим более многочисленный штат штабных офицеров, и более компетентные люди на этих должностях. В неудаче 26 июня была доля вины всех — Брэнча, Юэлла, обоих Хиллов, Пендера, Рипли, и даже президента Дэвиса. Солдаты в целом проявили себя хорошо, но штабные офицеры не оправдали надежд.
И наоборот, офицеры федеральной армии показали себя с лучшей стороны. Портер сделал всё, что от него требовалось, так же безупречно действовали Рейнольдс и Сеймур. Сеймур потом утверждал, что успех был достигнул в основном благодаря Рейнольдсу, который тщательно изучил местность предстоящего боя и подготовил всё, плоть да мелочей, лишний раз подтвердив свою хорошую репутацию, как военного. Хорошо показал себя и Сеймур (выпускник знаменитого класса 1846 года Вест-Пойнта), которого недолюбливали в бригаде, но стали уважать именно после сражения на реке Бивер-Дам-Крик.

### Музеефикация
В настоящее время некоторые участки поля боя на реке Бивер-Дам-Крик являются частью национального парка Richmond National Battlefield Park. Сохранён участок фронта шириной в две мили, где южане понесли особо тяжёлые потери 26 июня. По участку проложен треккинговый маршрут, снабжённый информационными стендами.